# Famiglia reale britannica
La famiglia reale britannica (in inglese British royal family) è composta dai parenti prossimi del sovrano o sovrana pro tempore regnanti. Comunemente, il termine è anche applicato allo stesso gruppo di persone come membri della famiglia reale degli altri reami del Commonwealth.
Gli attuali membri della famiglia reale appartengono per nascita o per matrimonio al Casato dei Windsor.

## Descrizione
Anche se nel Regno Unito non esiste una definizione strettamente giuridica o formale di chi è o non è membro della famiglia reale, i detentori del trattamento di "Maestà" e "Altezza reale" sono sempre membri e in particolare questi sono: 
- Sovrano,
- consorte del Sovrano,
- consorti dei Sovrani precedenti,
- figli del Sovrano,
- nipoti in linea maschile del Sovrano,
- mogli dei figli e mogli dei nipoti in linea maschile del Sovrano,
- bisnipoti, nipoti dell'erede al trono.

I membri della famiglia reale britannica nel corso della storia hanno rappresentato il Sovrano in varie occasioni ufficiali, eventi pubblici o come viceré in tutto l'impero britannico, a volte anche per lunghi periodi. Oggi, spesso svolgono funzioni cerimoniali sia nel Regno Unito che all'estero per conto del Sovrano, ma, diversamente dal sovrano stesso, non hanno alcun ruolo costituzionale negli affari di governo. Questo vale anche per gli altri reami del Commonwealth, anche se la famiglia, in questo caso, rappresenta il sovrano come capo di Stato di quel determinato Paese e non del Regno Unito.

## Membri che usano il titolo reale

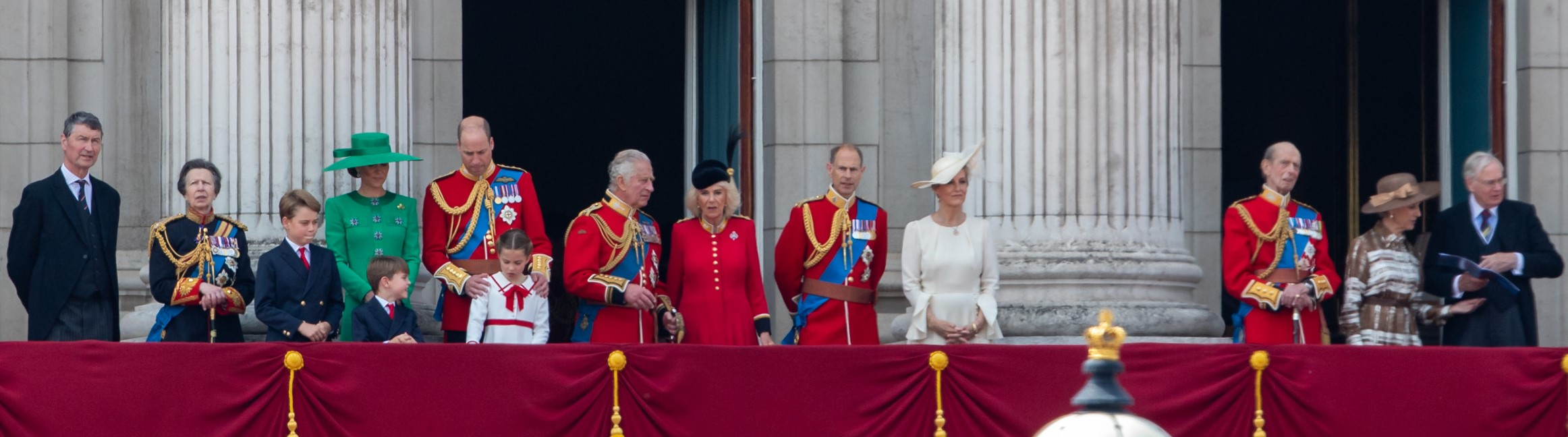
La famiglia reale sulla balconata di Buckingham Palace dopo il Trooping the Colour del 2023.

- S.M. Re Carlo III, Re del Regno Unito (sovrano del Regno Unito)
- S.M. Regina Camilla, Regina del Regno Unito (seconda moglie del re)
  - S.A.R. il Principe William, Principe del Galles (erede e primo figlio del re e della sua prima moglie)
  - S.A.R. Catherine, Principessa del Galles (nuora del re, moglie del principe William) 
    - S.A.R. Principe George del Galles  (nipote del re, primo figlio del principe William)
    - S.A.R. Principessa Charlotte del Galles (nipote del re, prima figlia del principe William)
    - S.A.R. Principe Louis del Galles  (nipote del re, secondo figlio del principe William)

  - S.A.R. il Principe Henry, Duca del Sussex (secondo figlio del re e della sua prima moglie)
  - S.A.R. Meghan, Duchessa del Sussex (nuora del re, moglie del principe Henry)
    - S.A.R. Principe Archie del Sussex (nipote del re, figlio del principe Henry)
    - S.A.R. Principessa Lilibet del Sussex (nipote del re, figlia del principe Henry)
- S.A.R. la Principessa Anna, Principessa Reale (sorella secondogenita del re)
- S.A.R. il Principe Andrea, Duca di York (fratello terzogenito del re)
  - S.A.R. Principessa Beatrice di York (nipote del re, prima figlia del principe Andrea)
  - S.A.R. Principessa Eugenia di York (nipote del re, seconda figlia del principe Andrea)
- S.A.R. il Principe Edoardo, Duca di Edimburgo (fratello quartogenito del re)
- S.A.R. Sofia, Duchessa di Edimburgo (cognata del re, moglie del principe Edoardo)
- S.A.R. Principe Richard, Duca di Gloucester (zio II del re, cugino della regina sua madre)
- S.A.R. Birgitte, Duchessa di Gloucester (zia II acquisita del re, moglie del principe Richard)
- S.A.R. Principe Edward, Duca del Kent (zio II del re, cugino della regina sua madre)
- S.A.R. Katharine, Duchessa del Kent (zia II acquisita del re, moglie del principe Edward)
- S.A.R. Principessa Alexandra del Kent, Onorevole Lady Ogilvy (zia II del re, cugina della regina sua madre)
- S.A.R. Principe Michael del Kent (zio II del re, cugino della regina sua madre)
- S.A.R. Marie Christine, Principessa del Kent (zia II acquisita del re, moglie del principe Michael)[1]

## Membri che non possiedono o non usano il trattamento reale
- Vice Ammiraglio Sir Timothy Laurence (cognato del re, secondo marito della principessa Anna)
  - Peter Phillips (nipote del re, figlio della principessa Anna e del suo primo marito)
    - Savannah Phillips (pronipote del re, prima figlia di Peter)
    - Isla Phillips (pronipote del re, seconda figlia di Peter)

  - Zara Tindall (nipote del re, figlia della principessa Anna e del suo primo marito)
  - Mike Tindall (nipote acquisito del re, marito di Zara) 
    - Mia Tindall (pronipote del re, prima figlia di Zara)
    - Lena Tindall (pronipote del re, seconda figlia di Zara)
    - Lucas Tindall (pronipote del re, figlio di Zara)
- Edoardo Mapelli Mozzi (nipote acquisito del re, marito della principessa Beatrice)
  - Sienna Mapelli Mozzi (pronipote del re, prima figlia della principessa Beatrice)
  - Athena Mapelli Mozzi (pronipote del re, seconda figlia della principessa Beatrice)
- Jack Brooksbank (nipote acquisito del re, marito della principessa Eugenia)
  - August Brooksbank (pronipote del re, primo figlio della principessa Eugenia)
  - Ernest Brooksbank (pronipote del re, secondo figlio della principessa Eugenia)
- Lady Louise Mountbatten-Windsor (nipote del re, figlia del principe Edoardo)
- James Mountbatten-Windsor, Conte del Wessex (nipote del re, figlio del principe Edoardo)
- David Armstrong-Jones, II conte di Snowdon (cugino del re, figlio della principessa Margaret)
- Serena Armstrong Jones, la Contessa di Snowdon (cugina acquisita del re, moglie separata di David)
  - Charles Armstrong-Jones, Visconte Linley (nipote II del re, figlio di David)
  - Lady Margarita Armstrong-Jones (nipote II del re, figlia di David)
- Lady Sarah Chatto (cugina del re, figlia della principessa Margaret)
- Daniel Chatto (cugino acquisito del re, marito di Sarah)
  - Samuel Chatto (nipote II del re, primo figlio di Sarah)
  - Arthur Chatto (nipote II del re, secondo figlio di Sarah)
- Sarah, Duchessa di York (cognata del re, ex moglie del principe Andrea)
- Autumn Phillips (nipote acquisita del re, ex moglie di Peter Phillips).

## Ex membri
- Capitano Mark Phillips (cognato del re, ex marito della Principessa Anna, essendo passato a nuove nozze dopo il divorzio non è più membro)

## Membri recentemente deceduti
- (1997) Diana, Principessa del Galles (prima ed ex moglie del re)
- (2002) S.A.R. la Principessa Margaret, Contessa di Snowdon (zia del re, sorella minore della regina sua madre)
- (2002) S.M. la Regina Elisabetta, Regina Madre (nonna materna del re)
- (2004) S.A.R. Principessa Alice, Duchessa di Gloucester (prozia acquisita del re, vedova del principe Henry)
- (2004) Onorevole Sir Angus Ogilvy (zio II acquisito del re, marito della principessa Alexandra)
- (2017) Antony Armstrong-Jones, il Conte di Snowdon (zio acquisito del re, ex marito della principessa Margaret)
- (2021) S.A.R il Principe Filippo, Duca di Edimburgo (padre del re)
- (2022) S.M  Regina Elisabetta II, Regina del Regno Unito (madre e predecessore del re)

## Albero genealogico dei componenti
|                                          |                                          |                                          |                                          |                                          |                                          |  |  | Alberto di Sassonia (1819–1861)           | Alberto di Sassonia (1819–1861)           | Alberto di Sassonia (1819–1861)           | Alberto di Sassonia (1819–1861)           | Alberto di Sassonia (1819–1861)           | Alberto di Sassonia (1819–1861)           |                                         |                                         | Regina Vittoria (1819–1901)             | Regina Vittoria (1819–1901)             | Regina Vittoria (1819–1901)           | Regina Vittoria (1819–1901)           | Regina Vittoria (1819–1901)           | Regina Vittoria (1819–1901)           |                                     |                                     |                                     |                                     |                           |                           |                           |                           |                           |                           |                             |                             |                             |                             |                             |                             |                             |                             |                             |                             |                          |                          |                          |                          |  |  |                                   |                                   |                                   |                                   |                                   |                                   |  |  |                                     |                                     |                                     |                                     |                                     |                                     |  |  |                                         |                                         |                                         |                                         |                                         |                                         |  |  |  |  |  |  |  |  |  |  |  |  |  |  |  |  |  |  |  |  |  |  |
|                                          |                                          |                                          |                                          |                                          |                                          |  |  | Alberto di Sassonia (1819–1861)           | Alberto di Sassonia (1819–1861)           | Alberto di Sassonia (1819–1861)           | Alberto di Sassonia (1819–1861)           | Alberto di Sassonia (1819–1861)           | Alberto di Sassonia (1819–1861)           |                                         |                                         | Regina Vittoria (1819–1901)             | Regina Vittoria (1819–1901)             | Regina Vittoria (1819–1901)           | Regina Vittoria (1819–1901)           | Regina Vittoria (1819–1901)           | Regina Vittoria (1819–1901)           |                                     |                                     |                                     |                                     |                           |                           |                           |                           |                           |                           |                             |                             |                             |                             |                             |                             |                             |                             |                             |                             |                          |                          |                          |                          |  |  |                                   |                                   |                                   |                                   |                                   |                                   |  |  |                                     |                                     |                                     |                                     |                                     |                                     |  |  |                                         |                                         |                                         |                                         |                                         |                                         |  |  |  |  |  |  |  |  |  |  |  |  |  |  |  |  |  |  |  |  |  |  |
|                                          |                                          |                                          |                                          |                                          |                                          |  |  |                                           |                                           |                                           |                                           |                                           |                                           |                                         |                                         |                                         |                                         |                                       |                                       |                                       |                                       |                                     |                                     |                                     |                                     |                           |                           |                           |                           |                           |                           |                             |                             |                             |                             |                             |                             |                             |                             |                             |                             |                          |                          |                          |                          |  |  |                                   |                                   |                                   |                                   |                                   |                                   |  |  |                                     |                                     |                                     |                                     |                                     |                                     |  |  |                                         |                                         |                                         |                                         |                                         |                                         |  |  |  |  |  |  |  |  |  |  |  |  |  |  |  |  |  |  |  |  |  |  |
|                                          |                                          |                                          |                                          |                                          |                                          |  |  |                                           |                                           |                                           |                                           | Edoardo VII del Regno Unito (1841–1910)   | Edoardo VII del Regno Unito (1841–1910)   | Edoardo VII del Regno Unito (1841–1910) | Edoardo VII del Regno Unito (1841–1910) | Edoardo VII del Regno Unito (1841–1910) | Edoardo VII del Regno Unito (1841–1910) |                                       |                                       | Alessandra di Danimarca (1844–1925)   | Alessandra di Danimarca (1844–1925)   | Alessandra di Danimarca (1844–1925) | Alessandra di Danimarca (1844–1925) | Alessandra di Danimarca (1844–1925) | Alessandra di Danimarca (1844–1925) |                           |                           |                           |                           |                           |                           |                             |                             |                             |                             |                             |                             |                             |                             |                             |                             |                          |                          |                          |                          |  |  |                                   |                                   |                                   |                                   |                                   |                                   |  |  |                                     |                                     |                                     |                                     |                                     |                                     |  |  |                                         |                                         |                                         |                                         |                                         |                                         |  |  |  |  |  |  |  |  |  |  |  |  |  |  |  |  |  |  |  |  |  |  |
|                                          |                                          |                                          |                                          |                                          |                                          |  |  |                                           |                                           |                                           |                                           | Edoardo VII del Regno Unito (1841–1910)   | Edoardo VII del Regno Unito (1841–1910)   | Edoardo VII del Regno Unito (1841–1910) | Edoardo VII del Regno Unito (1841–1910) | Edoardo VII del Regno Unito (1841–1910) | Edoardo VII del Regno Unito (1841–1910) |                                       |                                       | Alessandra di Danimarca (1844–1925)   | Alessandra di Danimarca (1844–1925)   | Alessandra di Danimarca (1844–1925) | Alessandra di Danimarca (1844–1925) | Alessandra di Danimarca (1844–1925) | Alessandra di Danimarca (1844–1925) |                           |                           |                           |                           |                           |                           |                             |                             |                             |                             |                             |                             |                             |                             |                             |                             |                          |                          |                          |                          |  |  |                                   |                                   |                                   |                                   |                                   |                                   |  |  |                                     |                                     |                                     |                                     |                                     |                                     |  |  |                                         |                                         |                                         |                                         |                                         |                                         |  |  |  |  |  |  |  |  |  |  |  |  |  |  |  |  |  |  |  |  |  |  |
|                                          |                                          |                                          |                                          |                                          |                                          |  |  |                                           |                                           |                                           |                                           |                                           |                                           |                                         |                                         |                                         |                                         |                                       |                                       |                                       |                                       |                                     |                                     |                                     |                                     |                           |                           |                           |                           |                           |                           |                             |                             |                             |                             |                             |                             |                             |                             |                             |                             |                          |                          |                          |                          |  |  |                                   |                                   |                                   |                                   |                                   |                                   |  |  |                                     |                                     |                                     |                                     |                                     |                                     |  |  |                                         |                                         |                                         |                                         |                                         |                                         |  |  |  |  |  |  |  |  |  |  |  |  |  |  |  |  |  |  |  |  |  |  |
|                                          |                                          |                                          |                                          |                                          |                                          |  |  |                                           |                                           |                                           |                                           |                                           |                                           |                                         |                                         |                                         |                                         |                                       |                                       |                                       |                                       |                                     |                                     |                                     |                                     |                           |                           |                           |                           |                           |                           |                             |                             |                             |                             |                             |                             |                             |                             |                             |                             |                          |                          |                          |                          |  |  |                                   |                                   |                                   |                                   |                                   |                                   |  |  |                                     |                                     |                                     |                                     |                                     |                                     |  |  |                                         |                                         |                                         |                                         |                                         |                                         |  |  |  |  |  |  |  |  |  |  |  |  |  |  |  |  |  |  |  |  |  |  |
|                                          |                                          |                                          |                                          |                                          |                                          |  |  |                                           |                                           |                                           |                                           | Alberto Vittorio (1864–1892)              | Alberto Vittorio (1864–1892)              | Alberto Vittorio (1864–1892)            | Alberto Vittorio (1864–1892)            | Alberto Vittorio (1864–1892)            | Alberto Vittorio (1864–1892)            |                                       |                                       | Giorgio V (1865–1936)                 | Giorgio V (1865–1936)                 | Giorgio V (1865–1936)               | Giorgio V (1865–1936)               | Giorgio V (1865–1936)               | Giorgio V (1865–1936)               |                           |                           | Maria di Teck (1867–1953) | Maria di Teck (1867–1953) | Maria di Teck (1867–1953) | Maria di Teck (1867–1953) | Maria di Teck (1867–1953)   | Maria di Teck (1867–1953)   |                             |                             |                             |                             |                             |                             |                             |                             |                          |                          |                          |                          |  |  |                                   |                                   |                                   |                                   |                                   |                                   |  |  |                                     |                                     |                                     |                                     |                                     |                                     |  |  |                                         |                                         |                                         |                                         |                                         |                                         |  |  |  |  |  |  |  |  |  |  |  |  |  |  |  |  |  |  |  |  |  |  |
|                                          |                                          |                                          |                                          |                                          |                                          |  |  |                                           |                                           |                                           |                                           | Alberto Vittorio (1864–1892)              | Alberto Vittorio (1864–1892)              | Alberto Vittorio (1864–1892)            | Alberto Vittorio (1864–1892)            | Alberto Vittorio (1864–1892)            | Alberto Vittorio (1864–1892)            |                                       |                                       | Giorgio V (1865–1936)                 | Giorgio V (1865–1936)                 | Giorgio V (1865–1936)               | Giorgio V (1865–1936)               | Giorgio V (1865–1936)               | Giorgio V (1865–1936)               |                           |                           | Maria di Teck (1867–1953) | Maria di Teck (1867–1953) | Maria di Teck (1867–1953) | Maria di Teck (1867–1953) | Maria di Teck (1867–1953)   | Maria di Teck (1867–1953)   |                             |                             |                             |                             |                             |                             |                             |                             |                          |                          |                          |                          |  |  |                                   |                                   |                                   |                                   |                                   |                                   |  |  |                                     |                                     |                                     |                                     |                                     |                                     |  |  |                                         |                                         |                                         |                                         |                                         |                                         |  |  |  |  |  |  |  |  |  |  |  |  |  |  |  |  |  |  |  |  |  |  |
|                                          |                                          |                                          |                                          |                                          |                                          |  |  |                                           |                                           |                                           |                                           |                                           |                                           |                                         |                                         |                                         |                                         |                                       |                                       |                                       |                                       |                                     |                                     |                                     |                                     |                           |                           |                           |                           |                           |                           |                             |                             |                             |                             |                             |                             |                             |                             |                             |                             |                          |                          |                          |                          |  |  |                                   |                                   |                                   |                                   |                                   |                                   |  |  |                                     |                                     |                                     |                                     |                                     |                                     |  |  |                                         |                                         |                                         |                                         |                                         |                                         |  |  |  |  |  |  |  |  |  |  |  |  |  |  |  |  |  |  |  |  |  |  |
|                                          |                                          |                                          |                                          |                                          |                                          |  |  |                                           |                                           |                                           |                                           |                                           |                                           |                                         |                                         |                                         |                                         |                                       |                                       |                                       |                                       |                                     |                                     |                                     |                                     |                           |                           |                           |                           |                           |                           |                             |                             |                             |                             |                             |                             |                             |                             |                             |                             |                          |                          |                          |                          |  |  |                                   |                                   |                                   |                                   |                                   |                                   |  |  |                                     |                                     |                                     |                                     |                                     |                                     |  |  |                                         |                                         |                                         |                                         |                                         |                                         |  |  |  |  |  |  |  |  |  |  |  |  |  |  |  |  |  |  |  |  |  |  |
| Edoardo VIII del Regno Unito (1894–1972) | Edoardo VIII del Regno Unito (1894–1972) | Edoardo VIII del Regno Unito (1894–1972) | Edoardo VIII del Regno Unito (1894–1972) | Edoardo VIII del Regno Unito (1894–1972) | Edoardo VIII del Regno Unito (1894–1972) |  |  | Giorgio VI del Regno Unito (1895–1952)    | Giorgio VI del Regno Unito (1895–1952)    | Giorgio VI del Regno Unito (1895–1952)    | Giorgio VI del Regno Unito (1895–1952)    | Giorgio VI del Regno Unito (1895–1952)    | Giorgio VI del Regno Unito (1895–1952)    |                                         |                                         | Henry, duca di Gloucester (1900–1974)   | Henry, duca di Gloucester (1900–1974)   | Henry, duca di Gloucester (1900–1974) | Henry, duca di Gloucester (1900–1974) | Henry, duca di Gloucester (1900–1974) | Henry, duca di Gloucester (1900–1974) |                                     |                                     |                                     |                                     |                           |                           |                           |                           |                           |                           |                             |                             |                             |                             |                             |                             |                             |                             |                             |                             |                          |                          |                          |                          |  |  | George, duca di Kent (1902–1942)  | George, duca di Kent (1902–1942)  | George, duca di Kent (1902–1942)  | George, duca di Kent (1902–1942)  | George, duca di Kent (1902–1942)  | George, duca di Kent (1902–1942)  |  |  |                                     |                                     |                                     |                                     |                                     |                                     |  |  |                                         |                                         |                                         |                                         |                                         |                                         |  |  |  |  |  |  |  |  |  |  |  |  |  |  |  |  |  |  |  |  |  |  |
| Edoardo VIII del Regno Unito (1894–1972) | Edoardo VIII del Regno Unito (1894–1972) | Edoardo VIII del Regno Unito (1894–1972) | Edoardo VIII del Regno Unito (1894–1972) | Edoardo VIII del Regno Unito (1894–1972) | Edoardo VIII del Regno Unito (1894–1972) |  |  | Giorgio VI del Regno Unito (1895–1952)    | Giorgio VI del Regno Unito (1895–1952)    | Giorgio VI del Regno Unito (1895–1952)    | Giorgio VI del Regno Unito (1895–1952)    | Giorgio VI del Regno Unito (1895–1952)    | Giorgio VI del Regno Unito (1895–1952)    |                                         |                                         | Henry, duca di Gloucester (1900–1974)   | Henry, duca di Gloucester (1900–1974)   | Henry, duca di Gloucester (1900–1974) | Henry, duca di Gloucester (1900–1974) | Henry, duca di Gloucester (1900–1974) | Henry, duca di Gloucester (1900–1974) |                                     |                                     |                                     |                                     |                           |                           |                           |                           |                           |                           |                             |                             |                             |                             |                             |                             |                             |                             |                             |                             |                          |                          |                          |                          |  |  | George, duca di Kent (1902–1942)  | George, duca di Kent (1902–1942)  | George, duca di Kent (1902–1942)  | George, duca di Kent (1902–1942)  | George, duca di Kent (1902–1942)  | George, duca di Kent (1902–1942)  |  |  |                                     |                                     |                                     |                                     |                                     |                                     |  |  |                                         |                                         |                                         |                                         |                                         |                                         |  |  |  |  |  |  |  |  |  |  |  |  |  |  |  |  |  |  |  |  |  |  |
|                                          |                                          |                                          |                                          |                                          |                                          |  |  |                                           |                                           |                                           |                                           |                                           |                                           |                                         |                                         |                                         |                                         |                                       |                                       |                                       |                                       |                                     |                                     |                                     |                                     |                           |                           |                           |                           |                           |                           |                             |                             |                             |                             |                             |                             |                             |                             |                             |                             |                          |                          |                          |                          |  |  |                                   |                                   |                                   |                                   |                                   |                                   |  |  |                                     |                                     |                                     |                                     |                                     |                                     |  |  |                                         |                                         |                                         |                                         |                                         |                                         |  |  |  |  |  |  |  |  |  |  |  |  |  |  |  |  |  |  |  |  |  |  |
| Filippo di Edimburgo (1921–2021)         | Filippo di Edimburgo (1921–2021)         | Filippo di Edimburgo (1921–2021)         | Filippo di Edimburgo (1921–2021)         | Filippo di Edimburgo (1921–2021)         | Filippo di Edimburgo (1921–2021)         |  |  | Elisabetta II del Regno Unito (1926–2022) | Elisabetta II del Regno Unito (1926–2022) | Elisabetta II del Regno Unito (1926–2022) | Elisabetta II del Regno Unito (1926–2022) | Elisabetta II del Regno Unito (1926–2022) | Elisabetta II del Regno Unito (1926–2022) |                                         |                                         | Richard, duca di Gloucester (1944)      | Richard, duca di Gloucester (1944)      | Richard, duca di Gloucester (1944)    | Richard, duca di Gloucester (1944)    | Richard, duca di Gloucester (1944)    | Richard, duca di Gloucester (1944)    |                                     |                                     | Birgitte van Deurs (1946)           | Birgitte van Deurs (1946)           | Birgitte van Deurs (1946) | Birgitte van Deurs (1946) | Birgitte van Deurs (1946) | Birgitte van Deurs (1946) |                           |                           | Edward, duca di Kent (1935) | Edward, duca di Kent (1935) | Edward, duca di Kent (1935) | Edward, duca di Kent (1935) | Edward, duca di Kent (1935) | Edward, duca di Kent (1935) |                             |                             | Katharine Worsley (1933)    | Katharine Worsley (1933)    | Katharine Worsley (1933) | Katharine Worsley (1933) | Katharine Worsley (1933) | Katharine Worsley (1933) |  |  | Michael di Kent (1942)            | Michael di Kent (1942)            | Michael di Kent (1942)            | Michael di Kent (1942)            | Michael di Kent (1942)            | Michael di Kent (1942)            |  |  | Marie Christine von Reibnitz (1945) | Marie Christine von Reibnitz (1945) | Marie Christine von Reibnitz (1945) | Marie Christine von Reibnitz (1945) | Marie Christine von Reibnitz (1945) | Marie Christine von Reibnitz (1945) |  |  | Alexandra, onorevole Lady Ogilvy (1936) | Alexandra, onorevole Lady Ogilvy (1936) | Alexandra, onorevole Lady Ogilvy (1936) | Alexandra, onorevole Lady Ogilvy (1936) | Alexandra, onorevole Lady Ogilvy (1936) | Alexandra, onorevole Lady Ogilvy (1936) |  |  |  |  |  |  |  |  |  |  |  |  |  |  |  |  |  |  |  |  |  |  |
| Filippo di Edimburgo (1921–2021)         | Filippo di Edimburgo (1921–2021)         | Filippo di Edimburgo (1921–2021)         | Filippo di Edimburgo (1921–2021)         | Filippo di Edimburgo (1921–2021)         | Filippo di Edimburgo (1921–2021)         |  |  | Elisabetta II del Regno Unito (1926–2022) | Elisabetta II del Regno Unito (1926–2022) | Elisabetta II del Regno Unito (1926–2022) | Elisabetta II del Regno Unito (1926–2022) | Elisabetta II del Regno Unito (1926–2022) | Elisabetta II del Regno Unito (1926–2022) |                                         |                                         | Richard, duca di Gloucester (1944)      | Richard, duca di Gloucester (1944)      | Richard, duca di Gloucester (1944)    | Richard, duca di Gloucester (1944)    | Richard, duca di Gloucester (1944)    | Richard, duca di Gloucester (1944)    |                                     |                                     | Birgitte van Deurs (1946)           | Birgitte van Deurs (1946)           | Birgitte van Deurs (1946) | Birgitte van Deurs (1946) | Birgitte van Deurs (1946) | Birgitte van Deurs (1946) |                           |                           | Edward, duca di Kent (1935) | Edward, duca di Kent (1935) | Edward, duca di Kent (1935) | Edward, duca di Kent (1935) | Edward, duca di Kent (1935) | Edward, duca di Kent (1935) |                             |                             | Katharine Worsley (1933)    | Katharine Worsley (1933)    | Katharine Worsley (1933) | Katharine Worsley (1933) | Katharine Worsley (1933) | Katharine Worsley (1933) |  |  | Michael di Kent (1942)            | Michael di Kent (1942)            | Michael di Kent (1942)            | Michael di Kent (1942)            | Michael di Kent (1942)            | Michael di Kent (1942)            |  |  | Marie Christine von Reibnitz (1945) | Marie Christine von Reibnitz (1945) | Marie Christine von Reibnitz (1945) | Marie Christine von Reibnitz (1945) | Marie Christine von Reibnitz (1945) | Marie Christine von Reibnitz (1945) |  |  | Alexandra, onorevole Lady Ogilvy (1936) | Alexandra, onorevole Lady Ogilvy (1936) | Alexandra, onorevole Lady Ogilvy (1936) | Alexandra, onorevole Lady Ogilvy (1936) | Alexandra, onorevole Lady Ogilvy (1936) | Alexandra, onorevole Lady Ogilvy (1936) |  |  |  |  |  |  |  |  |  |  |  |  |  |  |  |  |  |  |  |  |  |  |
|                                          |                                          |                                          |                                          |                                          |                                          |  |  |                                           |                                           |                                           |                                           |                                           |                                           |                                         |                                         |                                         |                                         |                                       |                                       |                                       |                                       |                                     |                                     |                                     |                                     |                           |                           |                           |                           |                           |                           |                             |                             |                             |                             |                             |                             |                             |                             |                             |                             |                          |                          |                          |                          |  |  |                                   |                                   |                                   |                                   |                                   |                                   |  |  |                                     |                                     |                                     |                                     |                                     |                                     |  |  |                                         |                                         |                                         |                                         |                                         |                                         |  |  |  |  |  |  |  |  |  |  |  |  |  |  |  |  |  |  |  |  |  |  |
|                                          |                                          |                                          |                                          |                                          |                                          |  |  |                                           |                                           |                                           |                                           |                                           |                                           |                                         |                                         |                                         |                                         |                                       |                                       |                                       |                                       |                                     |                                     |                                     |                                     |                           |                           |                           |                           |                           |                           |                             |                             |                             |                             |                             |                             |                             |                             |                             |                             |                          |                          |                          |                          |  |  |                                   |                                   |                                   |                                   |                                   |                                   |  |  |                                     |                                     |                                     |                                     |                                     |                                     |  |  |                                         |                                         |                                         |                                         |                                         |                                         |  |  |  |  |  |  |  |  |  |  |  |  |  |  |  |  |  |  |  |  |  |  |
| Diana Spencer (1961–1997)                | Diana Spencer (1961–1997)                | Diana Spencer (1961–1997)                | Diana Spencer (1961–1997)                | Diana Spencer (1961–1997)                | Diana Spencer (1961–1997)                |  |  | Carlo III del Regno Unito (1948)          | Carlo III del Regno Unito (1948)          | Carlo III del Regno Unito (1948)          | Carlo III del Regno Unito (1948)          | Carlo III del Regno Unito (1948)          | Carlo III del Regno Unito (1948)          |                                         |                                         | Camilla Shand (1947)                    | Camilla Shand (1947)                    | Camilla Shand (1947)                  | Camilla Shand (1947)                  | Camilla Shand (1947)                  | Camilla Shand (1947)                  |                                     |                                     |                                     |                                     |                           |                           |                           |                           |                           |                           |                             |                             |                             |                             | Andrea, duca di York (1960) | Andrea, duca di York (1960) | Andrea, duca di York (1960) | Andrea, duca di York (1960) | Andrea, duca di York (1960) | Andrea, duca di York (1960) |                          |                          |                          |                          |  |  | Edoardo, duca di Edimburgo (1964) | Edoardo, duca di Edimburgo (1964) | Edoardo, duca di Edimburgo (1964) | Edoardo, duca di Edimburgo (1964) | Edoardo, duca di Edimburgo (1964) | Edoardo, duca di Edimburgo (1964) |  |  | Sophie Rhys-Jones (1965)            | Sophie Rhys-Jones (1965)            | Sophie Rhys-Jones (1965)            | Sophie Rhys-Jones (1965)            | Sophie Rhys-Jones (1965)            | Sophie Rhys-Jones (1965)            |  |  | Anna, principessa reale (1950)          | Anna, principessa reale (1950)          | Anna, principessa reale (1950)          | Anna, principessa reale (1950)          | Anna, principessa reale (1950)          | Anna, principessa reale (1950)          |  |  |  |  |  |  |  |  |  |  |  |  |  |  |  |  |  |  |  |  |  |  |
| Diana Spencer (1961–1997)                | Diana Spencer (1961–1997)                | Diana Spencer (1961–1997)                | Diana Spencer (1961–1997)                | Diana Spencer (1961–1997)                | Diana Spencer (1961–1997)                |  |  | Carlo III del Regno Unito (1948)          | Carlo III del Regno Unito (1948)          | Carlo III del Regno Unito (1948)          | Carlo III del Regno Unito (1948)          | Carlo III del Regno Unito (1948)          | Carlo III del Regno Unito (1948)          |                                         |                                         | Camilla Shand (1947)                    | Camilla Shand (1947)                    | Camilla Shand (1947)                  | Camilla Shand (1947)                  | Camilla Shand (1947)                  | Camilla Shand (1947)                  |                                     |                                     |                                     |                                     |                           |                           |                           |                           |                           |                           |                             |                             |                             |                             | Andrea, duca di York (1960) | Andrea, duca di York (1960) | Andrea, duca di York (1960) | Andrea, duca di York (1960) | Andrea, duca di York (1960) | Andrea, duca di York (1960) |                          |                          |                          |                          |  |  | Edoardo, duca di Edimburgo (1964) | Edoardo, duca di Edimburgo (1964) | Edoardo, duca di Edimburgo (1964) | Edoardo, duca di Edimburgo (1964) | Edoardo, duca di Edimburgo (1964) | Edoardo, duca di Edimburgo (1964) |  |  | Sophie Rhys-Jones (1965)            | Sophie Rhys-Jones (1965)            | Sophie Rhys-Jones (1965)            | Sophie Rhys-Jones (1965)            | Sophie Rhys-Jones (1965)            | Sophie Rhys-Jones (1965)            |  |  | Anna, principessa reale (1950)          | Anna, principessa reale (1950)          | Anna, principessa reale (1950)          | Anna, principessa reale (1950)          | Anna, principessa reale (1950)          | Anna, principessa reale (1950)          |  |  |  |  |  |  |  |  |  |  |  |  |  |  |  |  |  |  |  |  |  |  |
|                                          |                                          |                                          |                                          |                                          |                                          |  |  |                                           |                                           |                                           |                                           |                                           |                                           |                                         |                                         |                                         |                                         |                                       |                                       |                                       |                                       |                                     |                                     |                                     |                                     |                           |                           |                           |                           |                           |                           |                             |                             |                             |                             |                             |                             |                             |                             |                             |                             |                          |                          |                          |                          |  |  |                                   |                                   |                                   |                                   |                                   |                                   |  |  |                                     |                                     |                                     |                                     |                                     |                                     |  |  |                                         |                                         |                                         |                                         |                                         |                                         |  |  |  |  |  |  |  |  |  |  |  |  |  |  |  |  |  |  |  |  |  |  |
|                                          |                                          |                                          |                                          |                                          |                                          |  |  |                                           |                                           |                                           |                                           |                                           |                                           |                                         |                                         |                                         |                                         |                                       |                                       |                                       |                                       |                                     |                                     |                                     |                                     |                           |                           |                           |                           |                           |                           |                             |                             |                             |                             |                             |                             |                             |                             |                             |                             |                          |                          |                          |                          |  |  |                                   |                                   |                                   |                                   |                                   |                                   |  |  |                                     |                                     |                                     |                                     |                                     |                                     |  |  |                                         |                                         |                                         |                                         |                                         |                                         |  |  |  |  |  |  |  |  |  |  |  |  |  |  |  |  |  |  |  |  |  |  |
| William, principe di Galles (1982)       | William, principe di Galles (1982)       | William, principe di Galles (1982)       | William, principe di Galles (1982)       | William, principe di Galles (1982)       | William, principe di Galles (1982)       |  |  | Catherine Middleton (1982)                | Catherine Middleton (1982)                | Catherine Middleton (1982)                | Catherine Middleton (1982)                | Catherine Middleton (1982)                | Catherine Middleton (1982)                |                                         |                                         | Henry, duca di Sussex (1984)            | Henry, duca di Sussex (1984)            | Henry, duca di Sussex (1984)          | Henry, duca di Sussex (1984)          | Henry, duca di Sussex (1984)          | Henry, duca di Sussex (1984)          |                                     |                                     | Meghan Markle (1981)                | Meghan Markle (1981)                | Meghan Markle (1981)      | Meghan Markle (1981)      | Meghan Markle (1981)      | Meghan Markle (1981)      |                           |                           | Beatrice di York (1988)     | Beatrice di York (1988)     | Beatrice di York (1988)     | Beatrice di York (1988)     | Beatrice di York (1988)     | Beatrice di York (1988)     |                             |                             | Eugenia di York (1990)      | Eugenia di York (1990)      | Eugenia di York (1990)   | Eugenia di York (1990)   | Eugenia di York (1990)   | Eugenia di York (1990)   |  |  | James, Conte di Wessex (2007)     | James, Conte di Wessex (2007)     | James, Conte di Wessex (2007)     | James, Conte di Wessex (2007)     | James, Conte di Wessex (2007)     | James, Conte di Wessex (2007)     |  |  | Lady Louise (2003)                  | Lady Louise (2003)                  | Lady Louise (2003)                  | Lady Louise (2003)                  | Lady Louise (2003)                  | Lady Louise (2003)                  |  |  |                                         |                                         |                                         |                                         |                                         |                                         |  |  |  |  |  |  |  |  |  |  |  |  |  |  |  |  |  |  |  |  |  |  |
| William, principe di Galles (1982)       | William, principe di Galles (1982)       | William, principe di Galles (1982)       | William, principe di Galles (1982)       | William, principe di Galles (1982)       | William, principe di Galles (1982)       |  |  | Catherine Middleton (1982)                | Catherine Middleton (1982)                | Catherine Middleton (1982)                | Catherine Middleton (1982)                | Catherine Middleton (1982)                | Catherine Middleton (1982)                |                                         |                                         | Henry, duca di Sussex (1984)            | Henry, duca di Sussex (1984)            | Henry, duca di Sussex (1984)          | Henry, duca di Sussex (1984)          | Henry, duca di Sussex (1984)          | Henry, duca di Sussex (1984)          |                                     |                                     | Meghan Markle (1981)                | Meghan Markle (1981)                | Meghan Markle (1981)      | Meghan Markle (1981)      | Meghan Markle (1981)      | Meghan Markle (1981)      |                           |                           | Beatrice di York (1988)     | Beatrice di York (1988)     | Beatrice di York (1988)     | Beatrice di York (1988)     | Beatrice di York (1988)     | Beatrice di York (1988)     |                             |                             | Eugenia di York (1990)      | Eugenia di York (1990)      | Eugenia di York (1990)   | Eugenia di York (1990)   | Eugenia di York (1990)   | Eugenia di York (1990)   |  |  | James, Conte di Wessex (2007)     | James, Conte di Wessex (2007)     | James, Conte di Wessex (2007)     | James, Conte di Wessex (2007)     | James, Conte di Wessex (2007)     | James, Conte di Wessex (2007)     |  |  | Lady Louise (2003)                  | Lady Louise (2003)                  | Lady Louise (2003)                  | Lady Louise (2003)                  | Lady Louise (2003)                  | Lady Louise (2003)                  |  |  |                                         |                                         |                                         |                                         |                                         |                                         |  |  |  |  |  |  |  |  |  |  |  |  |  |  |  |  |  |  |  |  |  |  |
|                                          |                                          |                                          |                                          |                                          |                                          |  |  |                                           |                                           |                                           |                                           |                                           |                                           |                                         |                                         |                                         |                                         |                                       |                                       |                                       |                                       |                                     |                                     |                                     |                                     |                           |                           |                           |                           |                           |                           |                             |                             |                             |                             |                             |                             |                             |                             |                             |                             |                          |                          |                          |                          |  |  |                                   |                                   |                                   |                                   |                                   |                                   |  |  |                                     |                                     |                                     |                                     |                                     |                                     |  |  |                                         |                                         |                                         |                                         |                                         |                                         |  |  |  |  |  |  |  |  |  |  |  |  |  |  |  |  |  |  |  |  |  |  |
|                                          |                                          |                                          |                                          |                                          |                                          |  |  |                                           |                                           |                                           |                                           |                                           |                                           |                                         |                                         |                                         |                                         |                                       |                                       |                                       |                                       |                                     |                                     |                                     |                                     |                           |                           |                           |                           |                           |                           |                             |                             |                             |                             |                             |                             |                             |                             |                             |                             |                          |                          |                          |                          |  |  |                                   |                                   |                                   |                                   |                                   |                                   |  |  |                                     |                                     |                                     |                                     |                                     |                                     |  |  |                                         |                                         |                                         |                                         |                                         |                                         |  |  |  |  |  |  |  |  |  |  |  |  |  |  |  |  |  |  |  |  |  |  |
| George di Cambridge (2013)               | George di Cambridge (2013)               | George di Cambridge (2013)               | George di Cambridge (2013)               | George di Cambridge (2013)               | George di Cambridge (2013)               |  |  | Charlotte di Cambridge (2015)             | Charlotte di Cambridge (2015)             | Charlotte di Cambridge (2015)             | Charlotte di Cambridge (2015)             | Charlotte di Cambridge (2015)             | Charlotte di Cambridge (2015)             |                                         |                                         | Louis di Cambridge (2018)               | Louis di Cambridge (2018)               | Louis di Cambridge (2018)             | Louis di Cambridge (2018)             | Louis di Cambridge (2018)             | Louis di Cambridge (2018)             |                                     |                                     | Archie di Sussex (2019)             | Archie di Sussex (2019)             | Archie di Sussex (2019)   | Archie di Sussex (2019)   | Archie di Sussex (2019)   | Archie di Sussex (2019)   |                           |                           | Lilibet di Sussex (2021)    | Lilibet di Sussex (2021)    | Lilibet di Sussex (2021)    | Lilibet di Sussex (2021)    | Lilibet di Sussex (2021)    | Lilibet di Sussex (2021)    |                             |                             |                             |                             |                          |                          |                          |                          |  |  |                                   |                                   |                                   |                                   |                                   |                                   |  |  |                                     |                                     |                                     |                                     |                                     |                                     |  |  |                                         |                                         |                                         |                                         |                                         |                                         |  |  |  |  |  |  |  |  |  |  |  |  |  |  |  |  |  |  |  |  |  |  |